# Chiesa cattolica copta
La Chiesa cattolica copta è una Chiesa cattolica sui iuris di rito copto, insignita del titolo patriarcale, separatasi dalla Chiesa ortodossa copta ed in comunione con la Chiesa di Roma.

## Storia

### Le prime comunità cattoliche
La formazione di comunità cattoliche copte in Egitto nasce dall'opera di predicazione svolta prima dai francescani minori, quindi dai francescani cappuccini, che nel 1630 fondarono una missione al Cairo, seguiti nel 1675 dai gesuiti.

### Il vicariato apostolico
Nel 1741 un vescovo copto di Gerusalemme, Amba Athanasius, si convertì al cattolicesimo. Benedetto XIV lo nominò vicario apostolico della piccola comunità (circa 2.000 persone) che l'aveva seguito nella sua conversione. Sebbene Athanasius in seguito avesse fatto ritorno alla Chiesa ortodossa copta, una linea di vicari apostolici cattolici continuò dopo di lui.

### Patriarcato: il primo tentativo
Nel 1824 la Santa Sede creò un patriarcato per i cattolici copti, che però esisteva soltanto sulla carta. Le autorità ottomane permisero ai cattolici copti di costruire chiese proprie a partire dal 1829.

### La rifondazione del patriarcato
Dopo una lunga serie di Vicari apostolici, il 15 marzo 1895 papa Leone XIII elesse alla carica di vicario apostolico il sacerdote Giorgio Makarios, che prese il nome di Cirillo, con il titolo di vescovo di Cesarea di Filippo. Appena eletto, Makarios guidò a Roma un pellegrinaggio di fedeli copti cattolici che richiesero, alla Sede apostolica, di ristabilire il loro Patriarcato. Papa Leone XIII acconsentì e con la lettera apostolica "Christi Domini" del 26 novembre 1895, ristabilì il Patriarcato cattolico copto di Alessandria.

### Lo sviluppo
Oltre all'eparchia patriarcale con residenza al Cairo, il patriarcato aveva allora due eparchie suffraganee: Ermopoli Maggiore, con residenza a Minya (250 km a sud del Cairo), e Tebe, con residenza a Luxor (nell'Alto Egitto). Il numero dei copti cattolici, che allora era di circa 5.000 anime, cominciò a crescere rapidamente tanto che nel 1907 raggiunse le 14.576 anime e nel 1959 toccò quota 80.580. Per dare una disciplina al nuovo Patriarcato, fu celebrato nel 1898 al Cairo un Sinodo, che fu poi riveduto ed approvato a Roma.

Il vescovo Cirillo Makarios fu promosso primo Patriarca nel Concistoro del 19 giugno 1899. Dopo alcuni anni di fruttuoso apostolato ebbe delle difficoltà e nel 1908 diede le dimissioni. Superato un periodo di transizione, il Patriarcato rimase vacante e fu perciò retto da un amministratore apostolico fino al 10 agosto 1947, quando fu elevato alla dignità patriarcale Marco II Khouzam; durante questo periodo fu eretta l'eparchia di Licopoli con sede ad Assiut.
Dal 1958 al 1986 fu patriarca Stephanos I Sidarouss, seguito da Stéphanos II Ghattas, dal 1986 al 2006 e da Antonios Naguib che ha iniziato il suo patriarcato il 30 marzo 2006; tutti e tre questi Patriarchi sono stati creati cardinali.

## Caratteristiche
I copti cattolici seguono la liturgia copta (detta anche «alessandrina»). Hanno, quindi, pratiche liturgiche e regole sostanzialmente simili a quelle della Chiesa copta e differiscono da essa solo per la teologia "cristologica" e per il ruolo che attribuiscono al Vescovo di Roma. Ad esempio, nella Chiesa cattolica copta possono accedere al sacerdozio, ma non all'episcopato, anche uomini sposati e, quindi, non solo i celibi come nella Chiesa cattolica latina.

## Distribuzione
I copti cattolici si trovano esclusivamente in Egitto e nel Sudan. Il clero viene formato presso il Seminario maggiore patriarcale copto cattolico "San Leone Magno", situato nel quartiere Maadi al Cairo. Pochissimi sono gli emigrati in altri Paesi.

## Struttura ecclesiastica

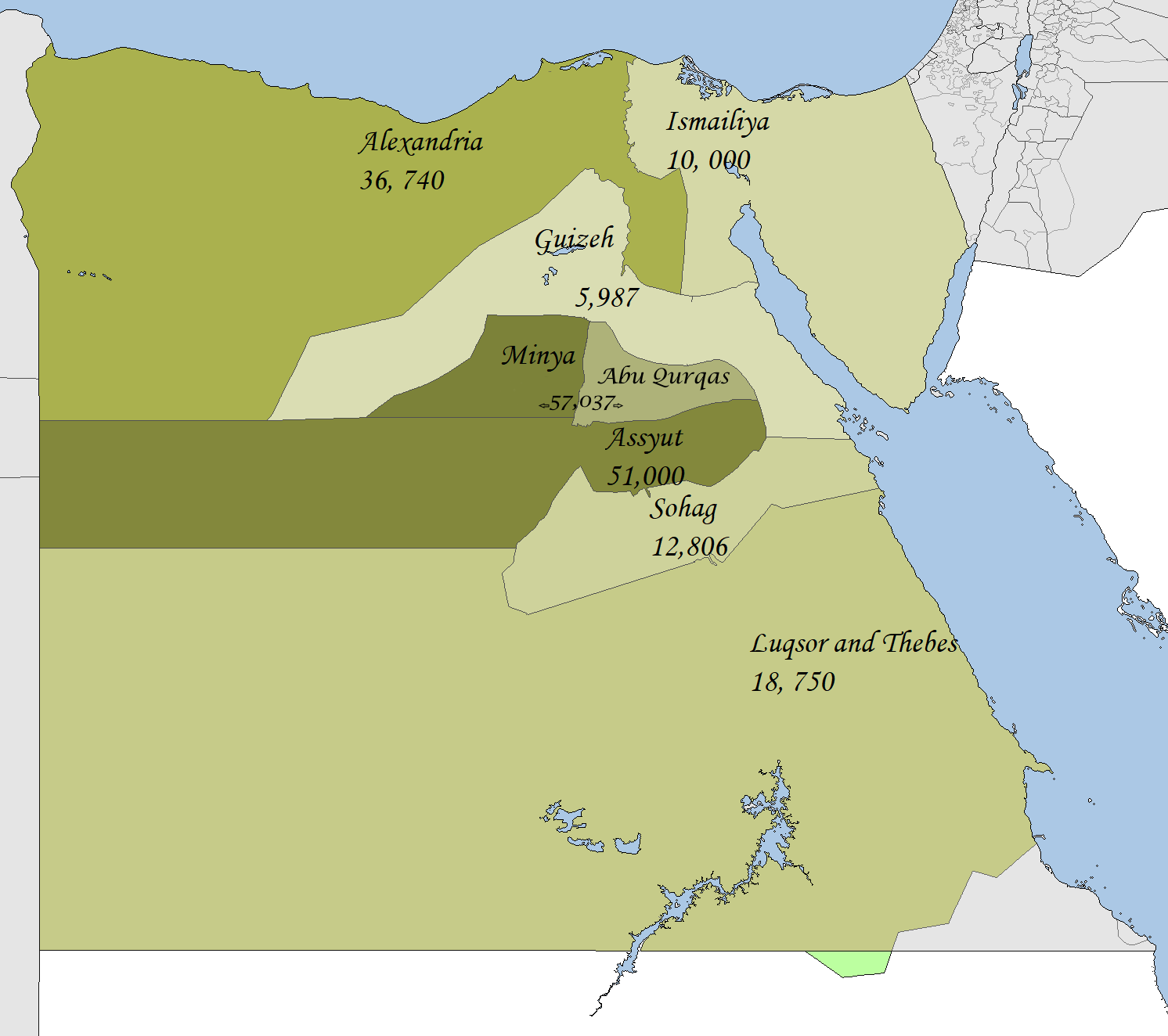
Mappa delle circoscrizioni ecclesiastiche della Chiesa cattolica copta con indicato il numero di fedeli residenti.

L'unica sede metropolitana è costituita dal patriarcato di Alessandria dei Copti, che ha come eparchie suffraganee:
- Abu Qurqas;
- Alessandria (eparchia propria del patriarca);
- Al Qusia;
- Assiut;
- Giza;
- Ismailia;
- Luxor;
- Minya;
- Sohag.

## Sinodo patriarcale
Elenco dei Presidenti del Sinodo della Chiesa copta cattolica:
- Cardinale Stephanos I Sidarouss (1969 - 1985)
- Cardinale Stéphanos II Ghattas (1986 - 30 marzo 2006)
- Cardinale Antonios Naguib (7 aprile 2006 - 15 gennaio 2013)
- Patriarca Abramo Isacco Sidrak, dal 15 gennaio 2013

## Istituti religiosi
- Suore Copte di Gesù e Maria
- Suore Egiziane del Sacro Cuore